# Sigvard Ehrnebo
Lars Victor Sigvard Ehrnebo, född 16 augusti 1908 i Stockholm, död 29 mars 1975, var en svensk inredningsarkitekt.
Ehrnebo studerade vid Kölns universitet och Kölner Handwerks- und Kunstgewerbeschule 1930–1931. Han företog studieresor till Tyskland, Belgien, Frankrike, Österrike och Tjeckoslovakien 1935. Han var anställd vid AB David Blomberg och Carl A. Hedberg i Stockholm och därefter innehavare av AB Matti & Ehrnebo, golv och inredningar, i Eskilstuna. Han var även revisor i AB Falu Industribolag.